# Аблин, Евгений Михайлович
Евге́ний Миха́йлович (Моисе́евич) А́блин (13 мая 1928, Москва — 7 апреля 2011, Москва) — советский и российский художник, скульптор-монументалист. Заслуженный художник России. Известен как автор крупных мозаичных панно в архитектуре общественных зданий СССР, мастер бионических и абстрактных форм.

## Биография
1948 — Окончил Московскую среднюю художественную школу.

1948—1949 — Обучался в Московском государственном художественном институте имени Сурикова, из которого был отчислен.

1950 — Поступил в Московский институт прикладного и декоративного искусства на факультет монументальной живописи.

1952 — После расформирования факультета вместе с другими студентами был переведён Высшее художественно-промышленное училище им. В. Н. Мухиной в Ленинграде.

1955 — Совершает первую поездку в Хибины, где пишет ряд пейзажей Заполярья. К теме Севера, гармонично сочетающей грандиозную монументальность и тонкую романтику, художник неоднократно возвращается в течение всей жизни.

1956 — Оканчивает Мухинское училище по специальности художник-монументалист, становится членом Союза художников СССР.

1956—1958 — Живёт в Свердловске, работает на Уралмаше, пишет портреты рабочих и живописные полотна производственной тематики. В это время художником созданы настенные росписи «Прессовый цех» в Свердловском краеведческом музее, «Пейзажи Урала» в заводской столовой в Верхней Пышме.

1957 — На Международной молодёжной выставке в Москве представляет несколько линогравюр на производственные темы.

1959—1962 — Принимает участие в конкурсе на оформление фасадов и интерьеров Московского Дворца пионеров на Ленинских горах. В составе коллектива молодых архитекторов и художников участвует в создании мозаичных панно «Земля», «Вода» и «Воздух» из цветного силикатного кирпича на торцевых фасадах дворца; панно «Пионерия» из глазурованной керамической плитки вокруг главного входа; росписей в фойе Пионерского театра.

1966 — В мозаике ресторана здания Совета экономической взаимопомощи, созданной из натурального камня и колотого мрамора, Евгений Аблин впервые реализует своеобразный стиль, характеризуемый абстрактной геометрической композицией, отказом от фигуративности, богатством светотени. Работа была отмечена дипломом Московского союза художников.

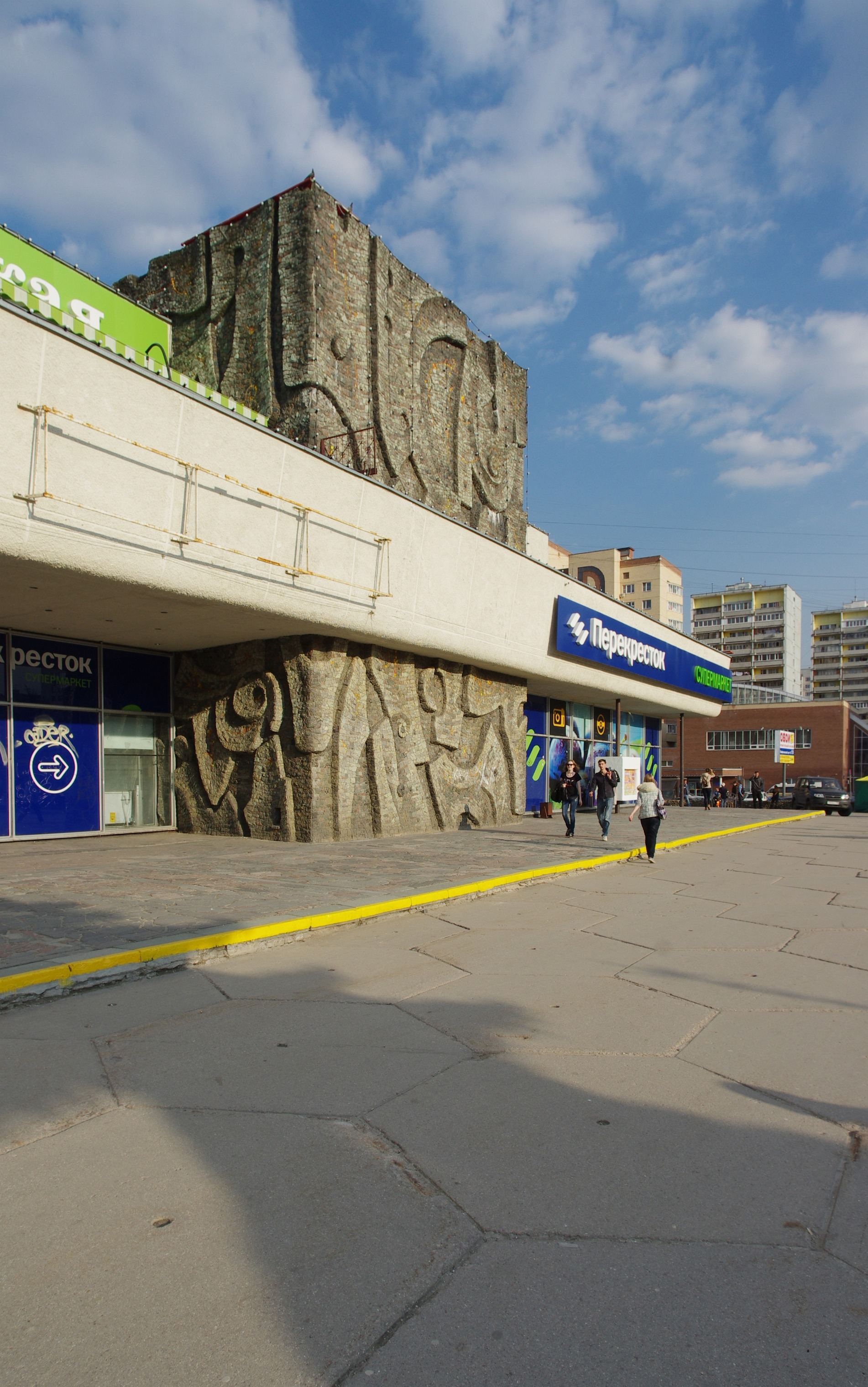
Фасад Торгового центра в Зеленограде

1970 — Фасад и интерьеры нового торгового центра в Зеленограде украшены гранитными мозаиками Евгения Аблина, включёнными в 2019 году в реестр памятников культуры «Москомнаследия». 

1972—1978 — Фасады Телецентра в Ташкенте оформлены мозаикой Евгения Аблина из голубой, коричневой и золотистой смальты на бетонном основании площадью 2500 квадратных метров. Эта мозаика, сплошным ковром покрывающая глухие стены главного и боковых фасадов здания, стала одной из крупнейших в мире. В центре каждого мозаичного пролёта художник помещает бетонные рельефы-«картуши», совмещающие как фигурные, так и орнаментальные формы. Фантастический архитектурный пейзаж из смальты площадью 240 квадратных метров размещён на лестничном пилоне телецентра. 

1977 — Художником оформлена мозаика во внутреннем дворе Батайского городского Дворца культуры.

1978—1979 — Фасад дворца культуры завода «Красный Аксай» в Ростове-на-Дону украшен четырьмя сюрреалистическими фигурами муз из листовой нержавеющей стали на охристом мозаичном фоне.

1980 — Евгением Аблиным разработана пластическая форма вышек для прыжков в воду и мозаика в Олимпийском бассейне в Москве (утрачены при сносе здания в 2019 году).

1982 — Проходит персональная выставка художника в Центральном доме архитектора в Москве.

1982 — Строгинский мост в Москве оформлен декоративными фонарями-«свечками» из чёрной листовой стали и стекла по проекту Евгения Аблина. Одновременно художником был создан эскизный макет скульптурной композиции для одной из улиц строящегося Строгина — в том же модернистском стиле, — оставшийся нереализованным. 

В 1990-х годах художник возвращается к станковой живописи. В это время им написаны такие полотна как «Сотворение мира», «Одуванчики», «Готика», «8 марта».

1993 — Прошла выставка в Центральном доме художника.

1997 — Указом Президента Российской Федерации от 29.07.1997 № 795 Е. М. Аблину присвоено звание Заслуженного художника Российской Федерации.

2008 — К 80-летию художника организована юбилейная ретроспективная выставка в Выставочном зале Московского союза художников на Кузнецком мосту.

В конце жизни художник жил скромно, не получая государственных заказов.
Похоронен в Москве на Донском кладбище (участок № 4).

## Семья
- Отец — Аблин Михаил Самойлович (1897—1956), скрипач оркестра Большого театра.
- Мать — Аблина (Гиберман) Тамара Наумовна (1901—1987), эпидемиолог, доцент Первого медицинского института
- Жена — Аблина (Маршак) Евгения Ильинична (1927—1996), научный редактор в журналах «Новое время» и «Мировая экономика и международные отношения», дочь писателей И. Я. Маршака и Е. А. Сегал, племянница С. Я. Маршака
  - Сын — Аблин Илья Евгеньевич (1959—2015), специалист по автоматизации производства.

## Наследие

### Монументальные работы
- Мозаика в столовой здания секретариата Совета экономической взаимопомощи в Москве. 1967
- Въездная стела в Тырныаузе. 1960-е
- Рельеф-мозаика в торговом центре в Зеленограде. 1969—1970
- Мозаика и рельефы на фасаде телецентра в Ташкенте. 1972—1978
- Мозаика на лестничном пилоне в вестибюле телецентра в Ташкенте. 1972
- Пространственные композиции на Строгинском мосту в Москве. 1982
- Композиция на фасаде Института геохимии и аналитической химии РАН в Москве. 1982
- Пространственная композиция в павильоне № 12 на ВДНХ в Москве. 1987

### Живопись
- Ленинградский проспект. 1960. Холст, масло. 1300х1500
- Горная тундра. 1961. Фанера, масло. 1000х1000
- А с неба падали розы. 1970. Холст, масло. 1250х720
- Голубой город. 1992. Оргалит, акриловые эмали. 1330х1200
- Ночь. 1995. Оргалит, масло. 1200х1300
- Однажды в городе прошёл золотой дождь. 2003. Оргалит, масло. 1330х1180
- 10 ноября. Температура около 0°. Осадки: дождь со снегом. 2008. Смешанная техника. 1300х1100

### Скульптура
- Любители пива. 2000. Дерево, эмаль. 1800х660х600
- Пять девочек. 1998. Дерево, эмаль. 1650х500х500
- Макет лестничного пилона с мозаикой в вестибюле телецентра в Ташкенте. 1972